# Gayle Dean Wardlow
Gayle Dean Wardlow (* 31. August 1940 in Freer im Duval County, Texas) ist ein US-amerikanischer Bluesforscher und -autor.
Wardlows Vater arbeitete in der texanischen Ölindustrie, bald jedoch zog die Familie nach Meridian, Mississippi. Mit sechs Jahren verlor er seinen Vater.
Seine Liebe zur Musik begann Mitte der 1950er Jahre mit dem Sammeln alter Platten von Roy Acuff. Nachdem ihm ein Sammler anbot, ihm Bluesplatten gegen Roy Acuff-Platten einzutauschen, begann er bei seinen Suchen auch danach zu fragen, nachdem er diese dann gehört hatte und Interesse daran fand, verlagerte sich sein Sammlungsschwerpunkt 1960 während seiner Zeit am Belhaven College in Jackson, Mississippi zunehmend auf alte Bluesplatten. Um diese zu finden, klopfte er an die Haustüren älterer Afroamerikaner und fragte gezielt danach, kaufte sie gegebenenfalls an und fragte zugleich nach Informationen über die Interpreten.
Nachdem er 1961 das von Samuel Charters 1959 veröffentlichte Buch „The Country Blues“ gelesen hatte, begann er verstärkt nach Informationen über die Musik und ihre Interpreten zu suchen und erwarb sich unter den wenigen weißen Hörern und Forschern zum Thema Blues allmählich einen Namen als kompetenter Ansprechpartner speziell zum Thema Delta Blues. 1963 begleitete er den Bluesforscher Bernard Klatzko während seiner Nachforschungen in Mississippi.
1964 gelang es ihm, den ehemaligen Talentscout H.C. Speir wiederzufinden, der während seiner aktiven Zeit verantwortlich für die Vermittlung fast aller bedeutenden Bluesmusiker in Mississippi an Plattenfirmen beteiligt war. Die Interviews, die Wardlow mit Speir bis zu dessen Tod im Jahre 1972 führte, erlaubten einen tiefen Einblick in den Delta Blues und die Entstehungsbedingungen der sogenannten Race Records zur Hochzeit des Country Blues.
Nach dreijähriger Suche konnte Wardlow 1968 die Todesurkunde Robert Johnsons ausfindig machen und so 1971 erstmals grundlegende Lebensdaten über den bis dato nur namentlich bekannten Musiker veröffentlichen.
Gemeinsam mit Stephen Calt veröffentlichte Wardlow 1988 anhand eigener Forschungsergebnisse die Biographie „King of the Delta Blues: The Life and Music of Charley Patton“, die zugleich auch umfangreiche Daten über zahlreiche Bluesmusiker aus Pattons Umfeld wie Kid Bailey oder Willie Brown präsentierte.
Wardlow besitzt mit über 3000 Platten eine der größten Sammlungen zum Thema Vorkriegsblues, darunter befinden sich auch einige Platten, von denen er das einzige bekannte noch erhaltene Exemplar besitzt. Zu seinem Bestand gehört auch die größte zusammenhängende Sammlung Charley-Patton-Platten weltweit. Der Wert seiner Sammlung ist kaum einzuschätzen.
1991 kündigte Wardlow an, sich von der Forschung zurückzuziehen, da die meisten Zeitzeugen mittlerweile verstorben seien und sich nunmehr der Auswertung seiner Forschungen zu widmen. Als erstes Ergebnis veröffentlichte er 1998 das von der Kritik hochgelobte Buch „Chasin’ That Devil Music“.
Wardlow ist studierter Journalist mit Schwerpunkt Sport und besitzt Abschlüsse des Belhaven College, der Universität Alabama und der Universität von Southern Mississippi. Er war zeitweise beschäftigt als Sports Information Director an der Universität Livingston und im Sports Information Departement der Universität Alabama. Später unterrichtete er als Professor an verschiedenen Universitäten.